# Super Rádio Najuá
Super Rádio Najuá é uma estação de rádio sediada em Irati, no  Paraná. Opera em 92,5 FM MHz.

## História
É a antiga Najuá AM que migrou para o FM em agosto de 2017 passando a ser chamada de Super Rádio Najuá, estreando oficialmente em 15 de setembro de 2017. Em ondas médias ficou no ar por mais de 40 anos, mais precisamente desde 5 de maio de 1978, transmitindo da Avenida Vicente Machado. A emissora manteve sua característica que é mais voltada a informação e o conteúdo do AM, como o programa Meio Dia em Notícias que quase nasceu com a emissora, de um modo geral, houve poucas alterações na grade de programação. A emissora também transmite o futebol, principalmente o campeonato paranaense ou retransmite com a Rádio Banda B os jogos de Curitiba.